# 比德·麥克菲
約翰·亞歷山大·「比德」·麥克菲（英語：John Alexander "Bid" McPhee，1859年11月1日—1943年1月3日），為前美國職棒大聯盟的二壘手，生涯皆效力於辛辛那提紅長襪(今紅人)。他在2000年入選美國棒球名人堂，而他也是大聯盟最後一位上場守備不會戴手套的二壘手。

## 早年
麥克菲一開始是一名捕手，後來他在1879年改守二壘。1882年，美國協會成立麥克菲也加入了紅長襪。

## 職業生涯
1882年5月2日，22歲的麥克菲迎來職棒初登場。該年他的打擊率為2成28，不過他的守備數據相當出色。紅長襪也在這年拿下美國協會冠軍，麥克菲也成為球隊18年來唯一一位先發二壘手。
麥克菲18年生涯共繳出2成72的打擊率，並敲出53轟與1072分打點，還累積568次盜壘成功(他在職棒的前四年甚至還沒有官方統計盜壘數據)。
1899年，麥克菲宣布退休。他在1901年和1902年擔任紅人總教練，不過球隊只拿下79勝124敗。

## 榮譽
麥克菲於1943年去世，享年83歲。2000年，他成功入選名人堂。他也是1882年紅長襪冠軍成員中，唯一一位名人堂成員。
入選名人堂的兩年後，麥克菲入選紅人隊名人堂。

## 生涯打擊成績
| 出賽次數 | 打席 | 打數 | 得分 | 安打 | 二安 | 三安 | 全壘打 | 打點 | 盜壘 | 保送 | 三振 | 打擊率 | 上壘率 | 長打率 | OPS  |
| -------- | ---- | ---- | ---- | ---- | ---- | ---- | ------ | ---- | ---- | ---- | ---- | ------ | ------ | ------ | ---- |
| 2138     | 9429 | 8304 | 1684 | 2258 | 303  | 189  | 53     | 1072 | 568  | 982  | 377  | .272   | .355   | .373   | .728 |

## 外部連結
- 球員資訊和成績在MLB，ESPN，Baseball-Reference，Fangraphs（英文）
- 比德·麥克菲在台灣棒球維基館上的頁面（繁體中文）

| 成就               | 成就                   | 成就               |
| ------------------ | ---------------------- | ------------------ |
| 前任： 哈利·史托維 | 美協全壘打王 1886年    | 繼任： Tip O'Neill |
| 前任： Dave Orr    | 完全打擊 1887年8月26日 | 繼任： 哈利·史托維 |